# Jörg Bong
Jörg Bong, né en 1966 à Bonn-Bad Godesberg, est un chercheur en littérature allemand, éditeur, directeur de la publication, écrivain, publiciste et photographe.
Jusqu'en juin 2019, il était le directeur général des Editions S. Fischer Verlag. Cette maison d'édition regroupe, en dehors de la maison S. Fischer Verlag, les éditions de poche Fischer Taschenbuch Verlag ainsi que les éditions Scherz, Krüger, FJB, les maisons d’éditions de livres pour enfants et adolescents KJB, Duden, Sauerländer et Meyers. Il reste tout de même relié à la maison Fischer Verlag comme l'un des curateurs de la Fondation S. Fischer Stiftung. Depuis juillet 2019, il est auteur et publiciste indépendant à Francfort-sur-le-Main et en Bretagne. 
À partir de 2012, il écrit sous le nom de plume Jean-Luc Bannalec une série de romans policiers qui se déroulent en Bretagne et dont le héros est le commissaire Dupin. Bong a été récompensé de plusieurs prix pour ses romans, traduits en quatorze langues et transposés à la télévision par la chaîne publique allemande Erstes Deutsches Fernsehen (ARD). En France, la série est diffusée sur France 3 à l'été 2018.

## Biographie
Jörg Bong est né en 1966 à Bonn dans l'ancienne commune de Bad Godesberg. Il a étudié la littérature allemande, la philosophie, l’histoire et la psychanalyse dans les universités de Bonn et de Francfort-sur-le-Main. Il a été assistant de recherche de Norbert Altenhofer, puis collaborateur de recherche pour Volker Bohn et Silvia Bovenschen (de). Il a obtenu son doctorat à Francfort ; sa thèse portait sur le concept de l’imagination et les enjeux esthétiques entre la fin du siècle des Lumières et le début du romantisme allemand dans l’œuvre de Ludwig Tieck. De 1992 à 1996, il s'est occupé de lectures publiques de poésie (Frankfurter_Poetik-Vorlesungen (de)). Dans les années 1995 et 1996, Bong a dirigé en tant que chef de projet le deuxième cycle universitaire de l’université de Francfort-sur-le-Main « Pratiques du livre et des médias ». À partir de 1996, il est devenu collaborateur indépendant du Kritisches Lexikon zur deutschsprachigen Gegenwartsliteratur (de) et de Text + Kritik, édités par Heinz Ludwig Arnold. 
En 1997, Jörg Bong entre à la maison d'édition S. Fischer Verlag. Tout au long de sa carrière, soit plus de vingt-deux ans, il va y occuper des fonctions différentes. Il intervient d'abord comme assistant de l'éditrice propriétaire Monika Schoeller, puis comme lecteur de littérature allemande et ensuite comme directeur des collections littéraires. En 2002, il devient le directeur général des collections littéraires des S. Fischer Verlage, et en 2008 celui de tout le groupe des S. Fischer Verlage. De 2014 à juin 2019, il exerce comme directeur général de l'édition et porte-parole de la direction générale. Bong était également co-éditeur du magazine littéraire Neue Rundschau. La maison S. Fischer Verlag a publié sous la direction de Bong, entre autres, les collections Fischer Klassik, Fischer Wissenschaft, Fischer Geschichte, Fischer Jugendbuch (FJB – livres jeunesse) et Fischer Taschenbibliothek (livre de poche). 
De 2008 à 2010, Bong a été membre du jury de la fondation nationale Kulturstiftung des Bundes.
D'octobre à décembre 2018, la galerie Frankfurter Heussenstamm-Galerie a exposé une sélection de vingt-deux photos de Bong.  
La maison d’édition Kiepenheuer & Witsch publie en octobre 2019 un choix de cent douze photos prises en Bretagne. 
Pour ses contributions au service de la région Bretagne, Bong reçoit en août 2016 le prix Mécène de Bretagne au nom du Conseil Régional, remis par Anne Gallo et signé par Jean-Yves Le Drian : « Le diplôme vise à rendre hommage, à travers le titre de « Mécène de Bretagne », aux femmes et aux hommes qui contribuent dans le cadre de leurs activités au rayonnement culturel, touristique et économique de la Bretagne dans le monde. » En décembre 2018, il devient membre d'honneur de l'Académie littéraire de Bretagne et des Pays de la Loire. La municipalité de Nantes lui remet également la Médaille de la Ville. Ensuite, en juillet 2019, il devient membre d'honneur de l'association des auteurs de polars bretons du Finistère « L'Assassin habite dans le 29 ».
Bong vit à Francfort-sur-le-Main et à Névez, dans le Sud-Finistère.

## Le nom de plume Jean-Luc Bannalec
Depuis 2012, Bong a publié treize romans policierssous le nom de plume Jean-Luc Bannalec, dont le héros est le commissaire Georges Dupin, muté par mesure disciplinaire de Paris en Bretagne.
L’intégralité des œuvres a figuré de nombreux mois dans la liste des best-sellers (de) du magazine allemand Der Spiegel. Les tirages de ses livres représentent 3,8 millions d'exemplaires environ pour les pays germanophones. Entre-temps, les livres ont été traduits en quatorze langues. En France, les romans policiers sont publiés par les Presses de la Cité et le Livre de poche.
Douze des romans ont été portés à l'écran par la première chaîne publique de télévision allemande Das Erste (ARD) (production Mathias Lösel et Iris Kiefer, Filmpool fiction) dans le cadre de la série Le policier du jeudi, et intitulés Kommissar Dupin. Lors de leur première diffusion, les films atteignaient respectivement jusqu'à cinq millions de téléspectateurs, représentant jusqu'à 15 % de parts de marché. En France, la série fut diffusée le dimanche soir sur France 3 au cours de l'été 2018, atteignant le même succès auprès du public – jusqu'à environ 3,5 millions de téléspectateurs suivaient chaque diffusion, ce qui représente également une moyenne de parts de marché de 15 %. La série a encore remporté de grands succès sur la RAI 2 en Italie et sur TVE en Espagne, puis en Suisse, en Autriche et dans quelques pays d'Europe de l'Est. 
En juin 2014, la chaîne allemande ZDF a diffusé un documentaire sur les lieux des deux premiers tomes, sur les traces de l’auteur Jean-Luc Bannalec : Küsten, Künstler, Kommissare. Auf den Spuren von Commissaire Dupin im Finistère. « Côtes, artistes et commissaires ».
En octobre 2017, la chaîne Arte a diffusé un reportage sur la série des romans policiers : Mordsidyll – In der Bretagne mit Jean-Luc Bannalec « Une idylle meurtrière - en Bretagne avec Jean-Luc Bannalec ».
Le succès de la série attire les touristes étrangers, en particulier allemands, qui sous la forme d'un tourisme littéraire visitent les lieux des intrigues et des tournages, comme à Concarneau. Des voyagistes allemands organisent même des circuits sur les traces du commissaire Dupin,.

## Œuvres (sélection)

### Œuvres en allemand

#### Ouvrages
- (de) Die Auflösung der Disharmonien : zur Vermittlung von Gesellschaft, Natur und Ästhetik in den Schriften Karl Philipp Moritz, Francfort-sur-le-Main, Lang, 1993, 154 p. (ISBN 3-631-46150-X, OCLC 243743973).
- (de) Texttaumel : Poetologische Inversionen von Spätaufklärung und Frühromantik, Heidelberg, Universitätsverlag Winter GmbH, 2000, 424 p. (ISBN 978-3-8253-1117-9 et 3825311171).
- (de) Jörg Bong et Oliver Vogel, Verwünschungen, Francfort-sur-le-Main, Fischer Taschenbuch Verl, 2001, 189 p. (ISBN 3-596-14754-9, OCLC 470233782).
- (de) Jörg Bong et Florian Illies, Kleines deutsches Wörterbuch, Francfort-sur-le-Main, Fischer, 2002, 93 p. (ISBN 3-10-036800-2, OCLC 248793913).
- (de) Jörg Bong et Silvia Bovenschen, Rituale des Alltags, Francfort-sur-le-Main, S. Fischer, 2002 (ISBN 3-10-003511-9, OCLC 248874244).
- (de) Jörg Bong, Roland Spahr et Oliver Vogel, Aber die Erinnerung davon : Materialien zum Werk von Marlene Streeruwitz, Francfort-sur-le-Main, Fischer-Taschenbuch-Verl., 2006, 249 p. (ISBN 978-3-596-16987-0, OCLC 180910830).
- (de) Frankfurt : Eine Lese-Verführung, Frankfurt/M, Fischer-Taschenbuch-Verl., 2009, 268 p. (ISBN 978-3-596-65001-9, OCLC 439724058).
- (de) Vom absolut Zerstreuten (Le dispersif absolu), Préface et Edition avec Silvia Bovenschen : Rituale des Alltags (Rituels du quotidien), Francfort-sur-le-Main, S. Fischer Verlag, 2009 (ISBN 978-3-10-003511-0 et 3-10-003511-9)
- (de) Sind wir wirklich Affen? (Sommes-nous vraiment des singes?), Das Lexikon der offenen Fragen, publié par Jürgen Kaube et Jörn Laakmann, Stuttgart, J. B. Metzler Verlag, 2015
- (de) Kleines deutsches Wörterbuch, Préface et Direction de la Publication en collaboration avec Florian Illies, Francfort-sur-le-Main, S. Fischer Verlag, 2002 (ISBN 3-10-036800-2)
- (de) Editeur et postface : Frankfurt : eine Lese-Verführung, eine Frankfurt-Anthologie, Francfort-sur-le-Main, S. Fischer Verlag, 2009 (ISBN 978-3-596-65001-9)
- (de) Der Rhein : eine Lese-Verführung, Eine Rhein-Anthologie, Francfort-sur-le-Main, Fischer Taschenbuch Verlag, 2009

#### Sous le nom de plume de Jean-Luc Bannalec
- (de) Bretonische Verhältnisse : Ein Fall für Kommissar Dupin, Cologne, Kiepenheuer & Witsch, 2012, 304 p. (ISBN 978-3-462-04406-5, OCLC 781432301)
- (de) Bretonische Brandung – Kommissar Dupins zweiter Fall. Kiepenheuer & Witsch, Cologne 2013,  (ISBN 978-3-46204-496-6).
- (de) Bretonisches Gold – Kommissar Dupins dritter Fall. Kiepenheuer & Witsch, Cologne 2014,  (ISBN 978-3-46204-622-9).
- (de) Bretonischer Stolz – Kommissar Dupins vierter Fall. Kiepenheuer & Witsch, Cologne 2015,  (ISBN 978-3-46204-813-1).
- (de) Bretonische Flut – Kommissar Dupins fünfter Fall. Kiepenheuer & Witsch, Cologne 2016,  (ISBN 978-3-46204-937-4).
- (de) Bretonisches Kochbuch - Kommissar Dupins Lieblingsgerichte. (avec Catherine et Arnaud Lebossé), Kiepenheuer & Witsch, Cologne 2016,  (ISBN 978-3-462-04792-9).
- (de) Bretonisches Leuchten – Kommissar Dupins sechster Fall. Kiepenheuer & Witsch, Cologne 2017,  (ISBN 978-3-46205-056-1).
- (de) Bretonische Geheimnisse – Kommissar Dupins siebter Fall. Kiepenheuer & Witsch, Cologne 2018,  (ISBN 978-3-462-05201-5).
- (de) Bretonisches Vermächtnis – Kommissar Dupins achter Fall. Kiepenheuer & Witsch, Cologne 2019,  (ISBN 978-3-462-05265-7).
- (de) Bretonische Spezialitäten – Kommissar Dupins neunter Fall. Kiepenheuer & Witsch, Cologne 2020,  (ISBN 978-3-462-05401-9).
- (de) Bretonische Idylle – Kommissar Dupins zehnter Fall. Kiepenheuer & Witsch, Cologne 2021,  (ISBN 978-3-462-05402-6) .
- (de) Bretonische Nächte – Kommissar Dupins elfter Fall. Kiepenheuer & Witsch, Cologne 2022,  (ISBN 978-3-462-05403-3)
- (de) Bretonischer Ruhm – Kommissar Dupins zwölfter Fall. Kiepenheuer & Witsch, Cologne 2023,  (ISBN 978-3-462-05404-0) .
- (de) Bretonische Sehnsucht – Kommissar Dupins dreizehnter Fall. Kiepenheuer & Witsch, Cologne 2024,  (ISBN 978-3-462-00246-1) .
- (de) Bretonische Versuchungen – Kommissar Dupins vierzehnter Fall. Kiepenheuer & Witsch, Cologne 2025,  (ISBN 978-3-462-00250-8) .

### Œuvres en français
- Un été à Pont-Aven : Une enquête du commissaire Dupin (trad. de l'allemand), Paris, Presses de la Cité, coll. « Terres de France », 2014, 384 p. (ISBN 978-2-258-10236-1).
- Étrange printemps aux Glénan : Une enquête du commissaire Dupin (trad. de l'allemand), Paris, Presses de la Cité, coll. « Terres de France », 2015, 428 p. (ISBN 978-2-258-10905-6).
- Les Marais sanglants de Guérande : Une enquête du commissaire Dupin (trad. de l'allemand), Paris, Presses de la Cité, coll. « Terres de France », 2016, 395 p. (ISBN 978-2-258-11841-6).
- L’Inconnu de Port Bélon : Une enquête du commissaire Dupin (trad. de l'allemand), Paris, Presses de la Cité, coll. « Terres de France », 2017, 464 p. (ISBN 978-2-258-13399-0).
- Jean-Luc Bannalec, Arnaud Lebossé et Catherine Lebossé (trad. de l'allemand), La cuisine bretonne du commissaire Dupin, Paris, Presses de la Cité, coll. « Terres de France », 2017, 328 p. (ISBN 978-2-258-14466-8).
- Péril en mer d'Iroise : Une enquête du commissaire Dupin, Paris, Presses de la Cité, coll. « Terres de France », 2018, 528 p. (ISBN 978-2-258-14682-2, présentation en ligne).
- Les disparus de Trégastel : Les vacances du commissaire Dupin (trad. de l'allemand), Paris, Presses de la Cité, coll. « Terres de France », 2019, 400 p. (ISBN 978-2-258-15249-6).
- La Bretagne magique du Commissaire Dupin (trad. de l'allemand), Paris, Presses de la Cité, coll. « Terres de France », 2020, 112 p. (ISBN 978-2-258-19325-3).
- (trad. De l'allemand), Les Secrets de Brocéliande: Enquête du commissaire Dupin, - Roman (Terres de France), 2020, 300 p.  (ISBN 9782258162112)
- Enquête troublante à Concarneau (trad. de l'allemand), Paris, Presses de la Cité, coll. « Terres de France », 2021, 352 p. (ISBN 978-2-258-19231-7, présentation en ligne).
- Crime gourmand à Saint-Malo (trad. de l'allemand), Paris, Presses de la Cité, 2022, 393 p. (ISBN 978-2-258-19544-8).
- Piège mortel à Belle-Île (trad. de l'allemand), Paris, Presses de la Cité, 2023.
- Les Fantômes du Finistère (trad. de l'allemand), Paris, Presses de la Cité, 2024.